# 運用司令センター
運用司令センター（うんようしれいセンター）は、海上保安庁における事件・事故への対応のため巡視船艇、航空機などへ指令を行う部署のことで、警察や消防の通信指令センターに相当する。
海上保安庁の本庁及び管区海上保安本部に設置されており、118番通報は管轄する区域によって管区本部運用司令センターに接続されるが、地域によっては隣接する管区本部へ接続されることもある。